# Campeonato Sergipano de Futebol de 1969
O Campeonato Sergipano de Futebol de 1969 foi a 46º edição da divisão principal do campeonato estadual de Sergipe. O campeão foi o Itabaiana, que conquistou seu primeiro título na história da competição.
A final foi disputada no antigo Estádio Etelvino Mendonça, atual Módulo Esportivo da Cidade de Itabaiana entre o Itabaiana e o Olímpico de Aracaju.
Os dois gols do Itabaiana foram marcados pelo artilheiro Horácio, mais conhecido como "O Tanque da Serra". Demazinho descontou para o Leão da Caserna.

## Formato
As doze equipes participantes foram divididas em dois grupos e a competição foi disputada em duas fases. Na primeira, os clubes jogaram entre si, totalizando 11 jogos para cada time. Os três melhores de cada grupo se classificaram para a segunda fase, que, por sua vez, foi disputada em partidas de ida e volta. Sagrou-se campeã a equipe que somou o menor número de pontos perdidos.

## Segunda fase
Rodada final
| 28 de agosto | Itabaiana       | 2 – 1 | Olímpico       | Estádio Etelvino Mendonça, Itabaiana |
|              | Horácio 9', 11' |       | Demarzinho 89' | Árbitro: Francisco Aguiar Siqueira   |

- ITABAIANA: Marcelo (Nêgo), Augusto, Humberto, Elísio e Sinval; Carlos e Toinho Maré; Edmílson Santos, Targino, Horácio (Xavier) e Belo

Técnico: Edmur Cruz
- Olímpico E.C: Zé Américo, Val, Gecélio, Cabral e Dema; Válter César e Pepa; Edson (Jolindo), Jura, Pereira e Demarzinho;

Técnico: ???

## Time Base
- Equipe base campeã em 1969: Marcelo, Augusto, Elízio, Nado, Toinho Maré, Humberto, Sinval, Gustinho, Targino, Dedé Boiadeiro, Onça Preta, Tonho de Preta, Zé de Vitinha, Edmílson Santos, Horácio (O Tanque da Serra), Carlos e Belo.
- Técnico: Edmur Cruz // Massagista: Alvacy

## Premiação
| Campeonato Sergipano de 1969  |
| Itabaiana                     |
| ----------------------------- |
| Itabaiana Campeão (1º título) |